# 음력 3월 30일
음력 3월 30일은 음력 3월의 30번째 날이다.

## 사망
- 1895년 - 동학농민운동의 지도자 전봉준.

## 같이 보기
- 음력 360일: 1월 2월 3월 4월 5월 6월 7월 8월 9월 10월 11월 12월
- 전날:3월 29일 다음날:4월 1일 - 전달:2월 30일 다음달:4월 30일
- 양력:3월 30일
- 음력, 윤달